# Dave Keuning
Pour les articles homonymes, voir Keuning.
Dave Keuning, né David Brent Keuning le 28 mars 1976, est un musicien américain. Il est le guitariste du groupe de rock indépendant The Killers.

## Biographie
Originaire de Pella dans l'Iowa, David a étudié à la Pella Community High School, où il fut diplômé. Il étudia au Kirkwood Community College puis à l'Université de l'Iowa, avant de déménager à Las Vegas.
Durant son enfance, il écoutait Metallica et AC/DC avant de se mettre à écouter des groupes comme Nirvana, The Cure, U2 ou encore The Smashing Pumpkins.

## Discographie

### Albums studio
- 2019 - Prismism (Thirty Tigers Records)
- 2021 - A Mild Case of Everything (Pretty Faithful Records)